# Laminci Brezici
Laminci Brezici (cyr. Ламинци Брезици) – wieś w Bośni i Hercegowinie, w Republice Serbskiej, w gminie Gradiška. W 2013 roku liczyła 1847 mieszkańców.